# Михал Грамено
Михал Грамено (на албански: Mihal Grameno) е албански революционер, политик и писател, виден деец на Албанското възраждане.

## Биография
Роден е в Корча в търговско семейство. Учи в местната гимназия. През 1885 година емигрира в Румъния. В Букурещ влиза в средите на албанската емиграция и става скретар на обществото „Дрита“ през 1889 година.
През 1907 година се присъединява във формираната в София чета на Черчиз Топули, с която обикаля селата в Албания и се опитва да насажда албанизма срещу турчеенето и гъркоманията.
За 2 години четата има само 1 битка, когато четата от 5 души е обградена от 150 турски войници в Машкулора. 4 души от четата успяват да се спасят.
Вътрешната македоно-одринска революционна организация решава да осъществи контакт с албанското революционно движение в Корчанско и войводата Петър Христов Германчето се среща с Грамено в преспанското село Гражден. На 20 септември 1907 година 9 албански делегати пристигат в костурското село Косинец. За 7-8 дни съвещание присъстват общо 55 души, като от албанска страна са Черчиз Топули, Якуб бей от Тишина, Михал Грамено и още шестима, а от българска - войводите Пандо Сидов, Христо Цветков, Кузо Блатски и други. Албанските делегати гостуват по покана на Христо Руков в дома му, където прави фотографии с тях. В спомените си Грамено пише, че албанците са научили много от революционната практика на „българския комитет“.
През 1908 година Грамено участва в Битолския конгрес. През 1909 година той основава в Корча Православна лига (на албански: Lidhja Ortodokse) и редактира вестника със същото име от 1909 – 1910 година. Също така редактира седмичника „Коха“ („Време“) в Корча, а по-късно и в САЩ, където живее от 1915 до 1919 година. През 1919 година се връща в Европа, за да представлява Албания чрез албано-американската общност на Парижката мирна конференция.
През 1920-те години се занимава с журналистика и литературна дейност. При установяването на диктатурата на крал Зог е принуден да се оттегли от обществения живот и тежко болен умира в Корча през 1931 година.

## Творчество
Грамено оставя следните трудове.
- Vdekja („Смъртта“), патриотична поема, публикувана през 1903 г.;
- Mallkimi i gjuhës shqipe, („Прокобата над албанския език“), комедия, публикувана в Букурещ, 1905 г.
- Vdekja e Piros („Смъртта на Пир“), историческа трагедия, публикувана в София, 1906 г.
- Oxhaku („Сърцето“), E puthura („Целувката“) и Varr' i pagëzimit („Гробът на кръщенето“), разкази, Корча, 1909 г.
- Plagët („Раните“), стихосбирка, публикувана в Битоля, 1912 г.
- Kryengritja shqiptare („Албанското въстание“), спомени за революционните му действия срещу турци и гърци, Вльора, 1925 г.